# Ignatius Reilly
El personaje principal de La conjura de los necios, Ignatius J. Reilly, es un hombre gordo que con gran cinismo sostiene ideales medievalistas contrarios a los de los personajes con los que se relaciona en Nueva Orleans, ciudad en la que se desarrolla la novela. John Kennedy Toole, autor de la obra, solía observar a la gente que estaba a su alrededor, lo que le permitió encontrar inspiración para su novela y para la construcción del personaje cómico. La recepción que ha tenido este excéntrico personaje por parte del público ha sido singular y ha trascendido la literatura convirtiéndose en un ícono de la cultura de Nueva Orleans, al ser una figura infaltable en el carnaval del Mardi Gras, y en un personaje comparado en ocasiones con Holden Caufield, protagonista de The Catcher in the Rye, e incluso, con el mismo Don Quijote. 

## Biografía de Kennedy Toole
La vida de John Kennedy Toole no se puede separar de su obra: la escritura de La conjura de los necios marcó no sólo un hito para él, sino que también le permitió ficcionalizar a distintos personajes con los que se cruzó en el camino. Ignatius mismo es una mezcla de distintas personas y vivencias del autor en Nueva Orleans, a tal punto que algunos críticos los han llegado a confundir.
Nació en la ciudad de Nueva Orleans el 17 de diciembre de 1937, desde temprana edad tuvo cercanía con la literatura y mostró indicios de ser un genio. Muchos de sus allegados afirmaron la gran habilidad que tenía para observar a la gente e imitarla, esta destreza le ayudaría de manera significativa al momento de describir a sus personajes dentro de La conjura. Su madre, Thelma Toole, es un personaje clave en su vida pues lo alentó siempre a desarrollar esa genialidad; tuvo una gran cercanía con ella más que con su padre y era una de las pocas personas a quienes les permitió leer sus escritos. 
Uno de los primeros episodios que marcó en este sentido a Toole y que influyó directamente en la escritura de La conjura ocurrió en su niñez: en una de las acostumbradas visitas a la familia de su amigo de infancia, Cary Laird, en la calle General Taylor, el escritor conocía a Irene Reilly, una mujer de acento Yat de personalidad histriónica, cuyo nombre usa luego para la madre del personaje principal de la novela; Toole pasaría horas escuchándola pelear con su novio y vociferando todo tipo de improperios. 
Cuando Toole se encontraba dictando clases de inglés en el Southern Louisiana Institute, conoció al hombre que inspiraría la creación de Ignatius J. Reilly: su colega Bobby Byrne. Un medievalista bigotón de gran tamaño y cabello negro que dejó una marca permanente en Toole gracias a su excentricidad. Byrne vivía en una pequeña cabaña en donde tocaba el arpa, la viola de gamba y el clavicémbalo; era un fiel seguidor de Boecio y llevaba consigo La consolación de la filosofía a todas sus clases; de igual manera, era conocido por sus flatulencias inoportunas y su profunda devoción por los perros calientes. Otro de sus rasgos característicos era su físico imponente y su peculiar manera de vestirse: Toole recuerda un episodio en el que Byrne entró a su oficina usando tres diferentes tipos de camisa y un sombrero ridículo.
La presión que ejercía su madre sobre su carácter de genio, las constantes quejas que le daba por la difícil situación económica que tenía junto con su esposo, más el rechazo de su novela por parte de la editorial Simon & Schuster fueron factores determinantes para que Toole a la edad de 31 años decidiera terminar con su vida. 

## Proceso de publicación

### Construcción narrativa
Ignatius J. Reilly ha sido considerado uno de los personajes más importantes de la literatura norteamericana moderna. Descrito como una mezcla entre Don Quijote, Tomás de Aquino y Oliver Hardy, este hombre gordo, solitario y peculiar es una joya narrativa que rompe con los modelos clásicos de los protagonistas como héroes y redentores. Sin duda alguna, sus rasgos físicos son los más llamativos: la gorra de cazador, la camisa de franela, sus ojos amarillos y azules, su descomunal tamaño y por supuesto, la válvula pilórica que le causa tantos problemas y percances. 
Este personaje podría ser descrito como un outsider, siempre mirando los sucesos a su alrededor con recelo, criticando de manera mordaz a la sociedad en la que se encuentra y apelando constantemente a la profunda convicción de que todo tiempo pasado fue mejor. Ignatius cuenta con una perspectiva del mundo que no pertenece a su época, así como él mismo no encaja con la ciudad de Nueva Orleans en la que vive; para él, el pensamiento medieval y las prácticas realizadas en esa época, por ejemplo, los azotamientos a aquellos que incumplan con las leyes y las conductas sociales establecidas, son prácticas que necesitan ser aplicadas en la sociedad moderna con el fin de defender los valores morales. 
Para lograr un cambio en la sociedad decadente y pecaminosa en la que vive, se decide a defender y luchar por las causas perdidas de aquella ciudad: los negros, los homosexuales y los latinos. De esta manera, Ignatius J. Reilly es representado no solo como un hombre gordo y sucio que vive aún con su madre, sino que también es un personaje que evidencia las desigualdades y discriminaciones que se dan en una ciudad como Nueva Orleans. Sus disparatadas ideas medievales junto con sus intentos fallidos por mejorar las condiciones de vida de las poblaciones marginales de su ciudad, su cinismo y sus denuncias constantes hacia la sociedad moderna, hacen que este sea uno de los personajes más complejos, interesantes y sumamente memorables de la literatura norteamericana y también universal. 

#### Historia de la edición
Durante su estancia en Puerto Rico en la Guerra Fría, Kennedy Toole encuentra el momento ideal para comenzar la redacción de su nueva novela, hasta ahora aplazada y sin forma. Tras pedir prestada la máquina de escribir a su compañero de barraca y amigo David Kubach, en un espacio alejado de las presiones familiares y de las zozobras económicas, retoma las ideas que alguna vez esbozó para el nombre de Humphrey Wildlood, primer apelativo del protagonista del que sería el centro de la La conjura. No obstante, las palabras que producía y los personajes que perfilaba en las páginas mecanografiadas nada tenían que ver con las locaciones centroamericanas, sino que nacían nuevas personalidades que recordaban a gentes típicas de la Nueva Orleans que había dejado atrás. 
Una vez terminado el manuscrito de La conjura de los necios, Toole decide no enviarlo a varias editoriales, como solían hacerlo los jóvenes escritores como él, sino que lo remite exclusivamente a la editorial neoyorquina Simon & Schuster, que por entonces había empezado a publicar libros de ficción gracias a la labor de su editor estrella, Robert Gottlieb. A este admiraba Toole y confiaba en que tendría un juicio de valor favorable de la novela, por lo que la llevaría a tantos lectores como fuera posible. Una vez enviado, la asistente del editor, Jean Ann Jollett, quedó encantada con el manuscrito y se lo recomendó directamente a su jefe; cuando él lo leyó, le escribió de manera inmediata una carta a Toole en la que le pedía una reunión en privado.  
Cuando Toole va a Nueva York para entrevistarse con el editor, este se encontraba en Europa. Con este hecho empieza una serie de malentendidos entre Gottlieb y Toole que impidieron el tan esperado encuentro. Su relación estuvo dada por correspondencia durante un par de años en los que Gottlieb consideró que La conjura no sería fácil de vender, creía que Ignatius no era un personaje tan bueno como Toole pensaba y que la novela no tenía un propósito; estas críticas afectaron fuertemente a Toole, quien no quería seguir editando su novela porque sentía que la estaba destruyendo. A pesar de las duras consideraciones del editor, este nunca desalentó del todo a Toole sino que por el contrario lo animaba a regresar al manuscrito e incluso a escribir una nueva obra. 
Estos contratiempos en la publicación de la novela junto con su deseo innato por alcanzar el éxito y la fama, hicieron que Toole se decepcionara de sí mismo y entrara en una profunda depresión y ensimismamiento pues le entristecía que todo el empeño y esfuerzo que había puesto en su novela hubiese sido en vano. Tras presentar varios episodios de paranoia y tener una fuerte discusión con su madre, decide renunciar a su trabajo y a su vida, saca todos sus ahorros del banco y se va a un viaje sin retorno. Después de dos meses de viajar por carretera, Toole detiene su carro en una vía inhóspita cercana a un bosque, toma una manguera que conecta por un extremo al tubo de escape de su automóvil y la introduce por la ventana del conductor, causándose la muerte. 
Una vez muere Toole, el manuscrito de La conjura queda momentáneamente confinado a una caja de zapatos en la casa de Thelma, quien la encuentra tras la pérdida de su esposo años después. Decidida a que la genialidad de su hijo sea de común conocimiento, envía a varias editoriales la novela de Toole, la cual recibe respuestas de distinta índole: algunos editores destacan la comicidad del argumento pero creen que el libro no venderá por el fallecimiento de su autor; otros valoran que el mensaje, aunque valioso y novedoso, no se alineaba con las preocupaciones de las colecciones que estaban publicando; en definitiva ninguna de las editoriales tomó la opción, e Ignatius no vio la luz sino hasta varios años después. 
Ignatius y los necios que Toole pone en escena solo conocen la luz pública hasta que Thelma, segura de la calidad literaria de la novela de su hijo, pasa el manuscrito al veterano profesor de la Universidad de Loyola, Walker Percy, autor de la novela The moviegoer. Es justamente con la aparición de este que el proceso editorial dio inicio realmente. Responsable de difundir el manuscrito entre los editores y círculos de conocidos, tras las súplicas de la madre de Toole que insistió para que leyera la novela, Percy refirió el texto de Toole a varios editores allegados  con igual suerte que el difunto autor; durante varios años el destino de La conjura no fue muy distinto: rechazos y negativas. En 1978 algunos de los capítulos son publicados en el New Orleans Review,  pero nadie se animó a publicarlo durante los siguientes dos años. Un cansado Percy casi a punto de dejar el esfuerzo es contactado por Faust, quien da a la publicación un nuevo espaldarazo en su intención de abrir una nueva librería en Nueva Orleans.
No obstante,  el editor final de la novela no será ninguno de los mencionados. Tras la larga espera, y con un Faust pendiente de las decisiones de la Doconing, un amigo de Percy da el manuscrito a la Universidad de Lousiana State, que había iniciado recientemente un programa de escritura en ficción. Allí los necios encontraron un nicho adecuado y, gracias a Martha Hall, representante de la editorial Baton Rouge, una de muchas mujeres que impulsaron la edición de la novela, en el año de 1979 se publica.                
Para el año siguiente al año siguiente de su publicación, La conjura de los necios fue galardonada con el Premio Pulitzer de ficción y el Premio a Mejor Novela en Lengua Extranjera en Francia. Además de convertirse en un bestseller.

## Iconografía

### Representación gráfica
La fama y el impacto que este personaje ha tenido dentro de la cultura norteamericana y mundial también se ha visto reforzado por cómo se ha representado gráficamente al inusual protagonista de La conjura de los necios. Desde las distintas cubiertas que la novela ha tenido en su corta pero abundante vida de reimpresiones, pasando por las figuraciones en estatuas y marionetas de los festivales neorlandeses, hasta la indumentaria y accesorios escogidos para encarnarlo en las tablas y el cine, Ignatius ha sido dibujado, imaginado, esculpido, modelado y repensado de múltiples maneras, algunas de mayor resonancia y éxito, otras más fugaces y rápidamente olvidadas.  
En el mundo editorial, las diversas ilustraciones en carátulas, folletos y pósteres van centrándose cada vez más en la figura de un Ignatius regordete y cómico y se dejan atrás casi hasta el abandono el resto de los personajes de la novela, los necios (dunces) que tanto contrastan con la forma de vida de este caballero medieval contemporáneo. En efecto, las primeras ediciones publicadas por Grove Press y Black Cat en 1980 muestran a la comunidad de personajes dispares con los que Ignatius va interactuando a lo largo del relato: un grupo de “viciosos” de cerveza y cigarrillos que mantienen una exagerada jovialidad que contrasta con la sospechosa pero serena expresión de desconfianza de Ignatius. De esta composición llama la atención que Jones sea excluido, siendo éste uno de los personajes que representa a los afrodescendientes y que se queja continuamente de que los “negros” sólo consiguen trabajo como barrenderos o, que tienen en general trabajos mal pagos. 

No obstante, a partir de la segunda reimpresión por parte de Grover, las composiciones con ilustraciones grupales son reemplazadas por caricaturas y retratos tipo cómic de Ignatius como único elemento central de la cubierta. De hecho, es la misma casa editorial Grove, tras la obtención del premio Pulitzer por parte de la novela, la que abandona su cubierta original y usa trabajos como los de Ed Lindlof, quizá la imagen más famosa y usada de todas las representaciones de Ignatius. En ella se ve, además de los rasgos físicos antes descritos, dos referencias que paulatinamente se convierten en icónicas al estar presentes en casi toda representación del personaje, a saber, una espada en forma de sable y un perro caliente con salsa de tomate; estos dos, símbolos inequívocos de quién es Ignatius y pistas inconfundibles de la historia que se desarrolla en la Conjura. 
“—Yo soy la espada vengadora del buen gusto y la decencia —gritaba Ignatius. Mientras acuchillaba el jersey con su sable despuntado, las damas empezaron a salir de la calleja por la Calle Royal. Algunas rezagadas aferraban magnolias y camelias llenas de espanto7.” 

Sin duda, este anterior pasaje y el final de la novela han inspirado a que gráficamente se represente a Ignatius de una forma similar en la mayoría de las piezas donde se lo ilustra. El aspecto que más reitera en ello resulta del contraste entre el sable despuntado y el perro caliente, los cuales muestran no sólo el inusual juego que configura el ‘héroe’ de La conjura, sino también que parte de este éxito ha sido signado por la mediación gráfica por la cual se fija la figura de Reilly como un ser regordete entre la violencia del arma, que amenaza con borrar de un tajo a sus enemigos -en este caso todo aquel que no comparta su visión de vida- con la flojera y sencillez de un perro caliente, la comida preferida de quienes son por naturaleza irresolutos y perezosos.  
Por tanto, el personaje gráfico construido según sus distintas representaciones hace parte significativa del mundo que se extiende en la recepción del libro. De manera paralela a las distintas ediciones y traducciones del libro, corre un proceso de reapropiación de la figura del personaje que para la ciudad se ha convertido no solo en una simple referencia de un personaje de la cultura, sino que además es un emblema y referencia -turística y cultural- de la forma de vida neorlandesa.

### Influencia del libro en Nueva Orleans

#### Estatua
Otro de los hitos que marca la apropiación cultural y la resonancia del relato de Toole en Nueva Orleans, es la estatua de Ignatius, ubicada actualmente en la ciudad sureña de los Estados Unidos. Por varios años, ésta se ha convertido en uno de los sitios turísticos y culturales más visitados, y se ofrece al público como una obra de arte en homenaje de la ciudad a “uno de los mejores relatos satíricos de todos los tiempos”, como reza la inscripción de esta. Justamente, la fuerza del relato y su difusión consisten en apropiarse de un espacio que ningún otro puede habitar u ocupar. 
En este sentido, la estatua de bronce de Ignatius J. Reilly, que se reveló en 1996, muestra una representación del personaje como un habitante de Nueva Orleans, la figura de un misántropo, de apariencia descuidada, regordete, con una bolsa de compras, que se encuentra afuera del departamento de compras D. H. Holmes (actualmente el Hyatt French Quarter Hotel), “estudiando la turba de gente en búsqueda de signos de mal gusto en la vestimenta” (Toole, 1981). 
No es casual este posicionamiento de la escultura de bronce, precisamente su ubicación actual da cuenta de la cercana relación entre el texto y la ciudad. De esta manera, la primera escena del libro ocurre en ese mismo lugar, en la historia, Ignatius está esperando a su madre debajo del reloj de la tienda con su gorra insignia, lo cual se plasma con detalle y cuidado extremo en la misma estatua. Es más, esto muestra cómo Ignatius se convierte en un ocupante insignia de la cultura neorlandesa y que su retrato cómico, presente en las palabras de Toole, pervivirá en las calles, mientras se le deje en paz allí. 

#### Mardi Gras

##### Historia del Mardi Gras
Los orígenes del Mardi Gras se remontan a la Europa medieval que trasladó sus tradiciones entre los siglos XVII y XVIII a través de las primeras colonias francesas. El ‘martes gordo’ representaba el día idóneo para aprovechar el consumo de carnes rojas, los placeres carnales y demás prácticas impuras, debido a que al día siguiente es miércoles de ceniza y se da inicio a la Cuaresma, temporada caracterizada por el ayuno y la abstinencia del consumo de carnes rojas, además del espíritu solemne y religioso. En los inicios que dieron paso al festival, los miembros de las altas élites de Nueva Orleans hacían elegantes bailes y festines que luego se fueron transformando en la alocada fiesta que es hoy. 
Con el paso de los años, empezaron a desfilar algunas asociaciones que cargaban una cabeza de toro como símbolo de que está próxima a empezar la temporada antes mencionada. Comenzaron a hacerse desfiles con carrozas impulsadas por animales y posteriormente estas carrozas fueron elaboradas con carros y camionetas. Junto con las carrozas elaboradas en papel maché empezaron a aparecer también globos flotantes que animaban aún más el sentido del carnaval. 
En 1872 se introdujo la presencia del Rey del Carnaval o ‘Rex’ como se le conoce mejor. A partir de este año los colores morado, verde y dorado fueron declarados como los colores oficiales del carnaval; el morado representa la justicia, el verde la fe y el dorado el poder.
Desde entonces el festival de Mardi Gras se celebra durante varios días pero el martes antes del miércoles de ceniza es el día más importante en donde se llevan a cabo los desfiles con las carrozas y los globos. Durante esta fiesta se reparten collares de cuentas que portan los colores del festival y que representan prosperidad; tradicionalmente, cuantos más collares se logren recolectar, mayor será la abundancia y prosperidad de la persona que los porta. Las carrozas y los globos representan los símbolos más importantes de la ciudad.

##### Presencia de Ignatius en el Mardi Gras
El personaje literario de Ignatius Reilly ha trascendido la ficción y se ha convertido en un símbolo representativo de la ciudad de Nueva Orleans, teniendo incluso su propia estatua en una de sus calles. De igual manera, se ha convertido en una figura constante del Mardi Gras teniendo sus propias carrozas alusivas e incluso globos con su imagen. 
La participación de Ignatius en este festival no deja de ser curiosa en tanto que el Mardi Gras es por excelencia el símbolo de la decadencia y la deshonra que tanto criticaría Ignatius por el desorden y la locura que se producen durante los días de carnaval. Además de que el espíritu del festival anima al gozo carnal y al disfrute de los placeres de este tipo. Sin embargo, la presencia de Ignatius en el Mardi Gras no busca resaltar sus principios morales y su defensa por los valores medievales, sino que es tratado como símbolo de la glotonería como se evidencia en el libro. 
Por esta razón, Ignatius siempre es representado en carrozas con forma del Lucky Dogs, el carro de perros calientes con el que trabaja Ignatius dentro de la novela. De esta forma, el personaje literario es integrado en este importante festival en el cual se resaltan los valores y símbolos más importantes de la ciudad de Nueva Orleans. 

##### Ignatius Day
El 9 de julio de 2015 se celebró en La casa del lector, en Madrid, el Ignatius Day como un homenaje a John Kennedy Toole y a La conjura de los necios. La programación de este evento contó con la proyección del documental John Kennedy Toole, The Omega Point el cual fue dirigido por Joe Sanford; de igual manera, hubo una conferencia por parte de Cory MacLauchlin, escritor de la biografía sobre Toole Butterfly in the Typewriter; finalmente, el editor Jorge Herralde, encargado de la edición en español de La conjura de los necios, ofreció un conversatorio para hablar sobre esta experiencia. 
Aproximadamente 250 asistentes (a quienes se les pidió ir disfrazados) pudieron disfrutar de este evento en el que se les ofrecieron perros calientes, además de contar con la presencia de una banda especializada en el jazz tradicional de Nueva Orleans quienes realizaron un pequeño Mardi Gras. Los participantes también pudieron adquirir la biografía escrita por MacLauchlin, la edición número 40 de La conjura en español y La consolación de la filosofía de Boecio.

## Adaptaciones y traducciones

### Traducciones
La principal obra de Toole ha sido traducida a varios idiomas. Con más de 50 traducciones, cuenta con versiones en español, catalán, checo, francés, alemán, entre otros muchos. Gracias a esto, a Ignatius se lo reconoce no solo en su natal Nueva Orleans sino que también, como se ha dicho hasta aquí, es una gran figura de relevancia internacional y prestigio en varios círculos lectores.

### Adaptaciones
Antes de que La conjura ganara el Premio Pulitzer, Thelma se mostró emocionada por la posibilidad de una película sobre la novela de su hijo. La Louisiana Southern University elaboró un proyecto de película y lo envió a Scott Kramer, quien era un joven productor de Hollywood que demostró inmediatamente su interés en realizar una película de la obra no solo por el desafío que significaba sino porque con toda la atención puesta en Toole, fácilmente sería un éxito total. 
Fue así como Thelma y LSU le vendieron los derechos de filmación a la Twentieth Century Fox para que se encargara de producir la película; sin embargo, estos derechos estuvieron pasando por varias personas sin que ninguno empezara realmente a trabajar en el proyecto y presentando complicaciones con cada uno. 
En el año de 1982 Kramer intentó realizar el casting para la película pero cuando había decidido que el actor John Belushi sería un buen candidato para representar a Ignatius, este falleció al poco tiempo por una sobredosis. Curiosamente, a medida que se intentaba darle vida a Ignatius, los actores propuestos para este trabajo fallecían como también fue el caso de John Candy y Chris Farley.
Por otra parte, se suma el hecho de que Thelma era muy celosa con la obra de su hijo y cualquiera que quisiera transformar la novela en una película debía asegurarse de que ella estuviera de acuerdo; incluso la misma Thelma sugirió que ella debía interpretar a Irene Reilly, la madre de Ignatius, ya que sentía que era la más indicada para hacer este papel. 
Hasta el momento sigue sin existir una adaptación al cine de La conjura de los necios, pero sí existe una adaptación cinematográfica de La Biblia de Neón, la novela que Toole escribió a los 16 años. Esta fue escrita y dirigida por Terence Davies, y fue lanzada en el año de 1995. 
En el año de 2002 se realizó en Galicia, España, una obra de teatro basada en La conjura la cual obtuvo dos reconocimientos. Fue producida por la compañía teatral Sarabela teatro y contó con la dirección de Ánxeles Cuña Bóveda. 
En 2015 fue publicada A Cornucopia of Dunderheads: A Parody of the Novel A Confederacy of Dunces, escrita por ‘John Kennedy Toole Jr.’ un autor que se autoproclama como el hijo ilegítimo de Toole. En esta parodia, Ignatius Reilly se encuentra en la ciudad de Nueva York durante un fuerte invierno y se convierte en el vicepresidente de una compañía de galletas de la fortuna en donde encuentra un pequeño trozo de papel que le indica cómo derrotar a los gobiernos del mundo. Reaparecen personajes como Myrna Minkoff y la madre de Ignatius, además de otros personajes como los padres de Myrna e incluso el mismo John Kennedy Toole.